# سیارک ۹۶۸۱
سیارک ۹۶۸۱ (به انگلیسی: 9681 Sherwoodrowland، نامگذاری:4069P-L) نه هزار و ششصد و هشتاد و یکمین سیارک کشف شده‌است که در ۲۴ سپتامبر ۱۹۶۰ کشف شد.
قدر مطلق سیارک برابر ۱۳٫۳۰ است.